# Mortefontaine (Aisne)
Mortefontaine település Franciaországban, Aisne megyében. Lakosainak száma 215 fő (2022. január 1.). Mortefontaine Cœuvres-et-Valsery, Laversine, Montigny-Lengrain, Retheuil, Soucy, Taillefontaine, Vivières, Chelles és Hautefontaine községekkel határos.

## Népesség
A település népességének változása:
| Lakosok száma | 293  | 236  | 250  | 245  | 247  | 241  | 233  | 228  | 223  | 215  |
|               | 1968 | 1982 | 1990 | 2006 | 2013 | 2015 | 2017 | 2019 | 2020 | 2022 |